# Koero! Rakuten Eagles
Pour les articles homonymes, voir Eagles (homonymie).
Singles de Cute
Lalala Shiawase no Uta
(2008) Namida no Iro
(2008)
Koero! Rakuten Eagles (越えろ!楽天イーグルス) est un single spécial et 9e single au total du groupe de J-pop Cute, sorti le 20 mars 2008 au Japon sur le label zetima, écrit et produit par Tsunku. Ce single hors série ne fut disponible à la vente que lors de la tournée 2008 du Hello! Project, et dans les boutiques spécialisées du H!P. La chanson-titre est un thème d'encouragement pour l'équipe japonaise de baseball Tohoku Rakuten Golden Eagles ; elle n'apparait sur aucun album du groupe, mais figurera sur la compilation de fin d'année du Hello! Project Petit Best 9.

## Membres
- Maimi Yajima
- Erika Umeda
- Saki Nakajima
- Airi Suzuki
- Chisato Okai
- Mai Hagiwara
- Kanna Arihara

## Titres
1. Koero! Rakuten Eagles (越えろ!楽天イーグルス?)
2. Koero! Rakuten Eagles (Instrumental) (越えろ!楽天イーグルス(Instrumental)?)